# Endoxyla columbina
Endoxyla columbina is een vlinder uit de familie van de Houtboorders (Cossidae). De wetenschappelijke naam van deze soort is voor het eerst voorgesteld als Eudoxyla (Zeuzera) columbina door Thomas Pennington Lucas in een publicatie uit 1898.
De spanwijdte bedraagt bij het vrouwtje 10 tot 11 centimeter.
De soort komt voor in Australië (Queensland).